# 長野県道16号岡谷茅野線
長野県道16号岡谷茅野線（ながのけんどう16ごう おかやちのせん）は、長野県岡谷市から諏訪市を経て、茅野市へ至る県道（主要地方道）である。

## 概要
長野県岡谷市の本町交差点から諏訪湖西岸を通って諏訪市を経て、諏訪大社上社前などを通過して茅野市の国道20号中河原交差点へと至る。
諏訪湖東岸を通過する国道20号に対して、諏訪湖西岸を通過して岡谷市中心部から茅野市街へと至る幹線道路である。通称「西街道」。
起点からすぐのJRの跨線橋付近は、一度丸山橋南詰から南下して岡谷駅方面に右折したのち、もう一度鋭角に右折して跨線橋下を通過するというルート設定となっている。以前は丸山橋南詰は平面交差であったため直接左折することができたが、この付近の渋滞解消のために丸山橋周辺が改良されたのに伴って立体交差となったため、現在のルートへと変更された。
諏訪市湖南地区から中洲地区にかけては山の麓の集落内を通過することもあり、二車線がようやく確保され、歩道が側溝上にかろうじてあるといった区間も少なくない。これに並行する新川沿いにはバイパスとして市道の新川バイパスが存在する。
神宮寺交差点付近はかつて上下線が異なる一方通行であったが、こちらも直線的に対向できるように改良されている。
従前の終点は国道20号、国道152号、国道299号との交点である茅野市新井交差点であったが、国道152号の路線変更により旧国道を編入したため、宮川新井交差点から中河原交差点まで区域が延長された。

### 路線データ
- 路線認定[1]
  - 起点：岡谷市新屋敷
  - 終点：諏訪郡茅野町（現茅野市）
  - 重要な経過地：諏訪市
- 道路の区域[2]
  - 起点：岡谷市字分経4870番の1地先（本町交差点 = 長野県道14号下諏訪辰野線、長野県道254号楢川岡谷線交点）
  - 終点：茅野市宮川字中道通4017番の1地先（中河原交差点 = 国道20号交点）
  - 実延長：16.2779 km
- 道路法第7条第1項該当号：1号[3]

## 歴史
- 1920年（大正9年）：諏訪郡中洲村神宮寺から同郡宮川村間を府県道神宮寺宮川線へ認定[4]。
- 1922年（大正11年）：中洲村神宮寺から同郡平野村岡谷間を府県道神宮寺岡谷線へ認定[5]。神宮寺宮川線の路線を延長して神宮寺茅野停車場線へ変更[6]。
- 1956年（昭和31年）3月12日：長野県道岡谷茅野線の認定[1]。
- 1971年（昭和46年）6月26日：主要地方道へ指定[7]。
- 1993年（平成5年）5月11日 - 建設省から、県道岡谷茅野線が岡谷茅野線として主要地方道に再指定される[8]。

## 路線状況

### 重複区間
- 長野県道50号諏訪辰野線（諏訪市豊田）
- 国道152号（茅野市宮川・高部東交差点 - 茅野市宮川・安国寺西交差点）

## 地理

### 通過する自治体
- 岡谷市
- 諏訪市
- 茅野市

### 交差する道路
- 長野県道14号下諏訪辰野線・長野県道254号楢川岡谷線（岡谷市本町・本町交差点、起点）
- 長野県道185号岡谷下諏訪線（岡谷市天竜町）
- 長野県道50号諏訪辰野線（諏訪市豊田）
- 長野県道50号諏訪辰野線（諏訪市豊田）
- 長野県道183号神宮寺諏訪線（諏訪市中洲）
- 国道152号（国道299号 重複）（茅野市宮川・高部東交差点）
- 国道152号（茅野市宮川・安国寺西交差点）
- 国道20号（茅野市中河原・中河原交差点、終点)

### 沿線にある施設など
- 諏訪湖
- SUWAガラスの里の美術館
- 諏訪大社上社本宮

## ギャラリー

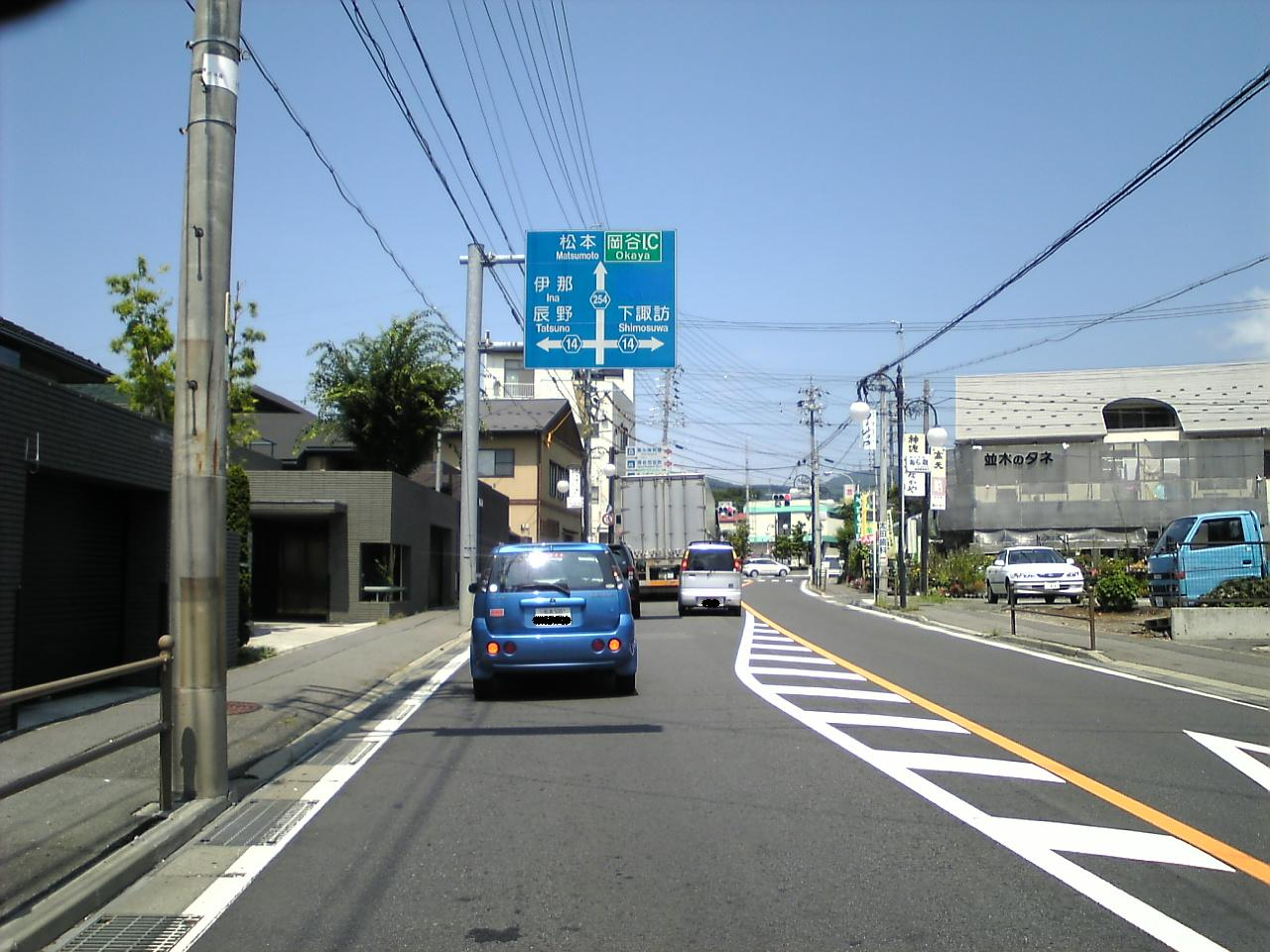
起点となる岡谷市・本町交差点付近（手前方向が本線、2008年8月）
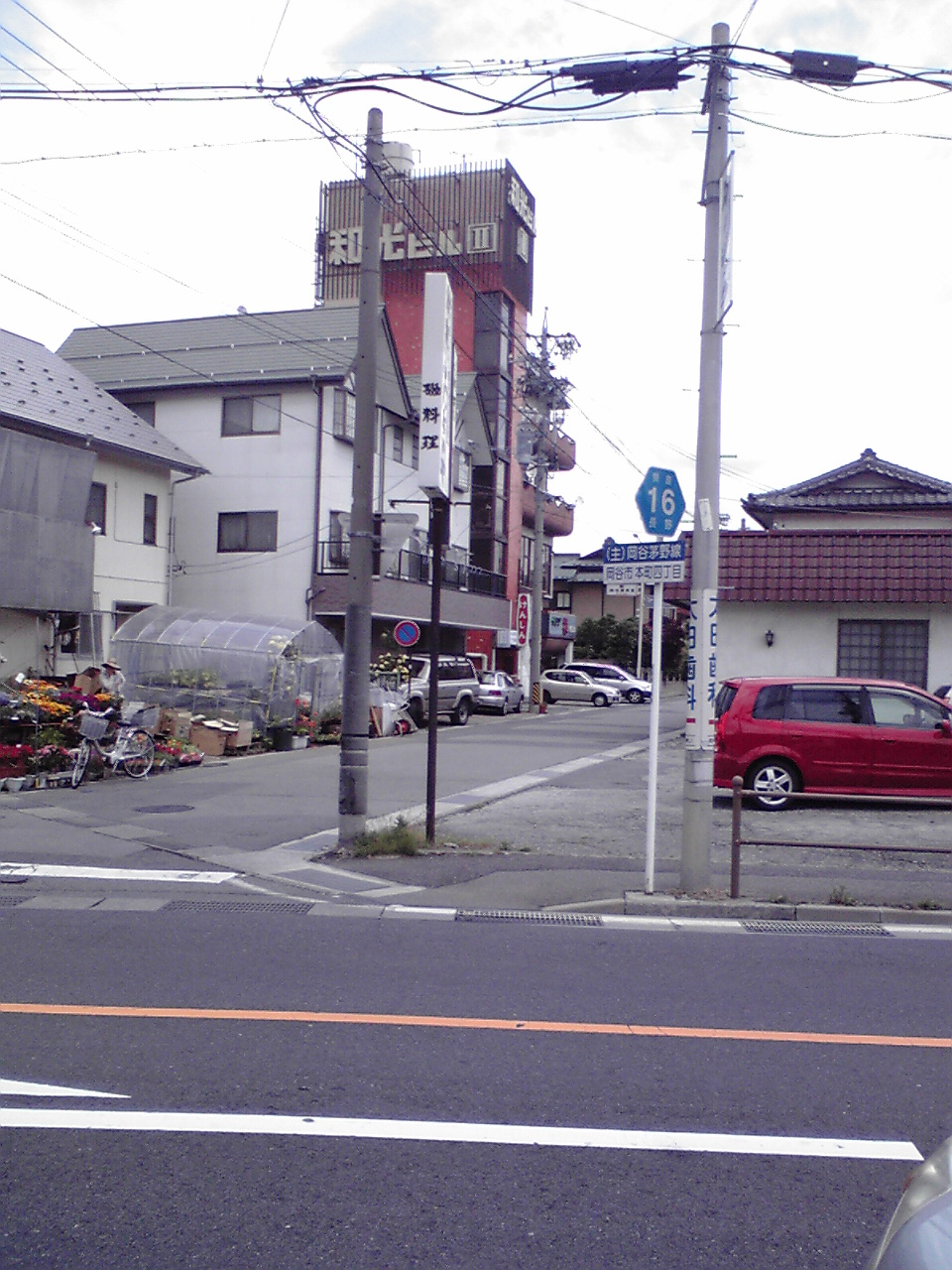
岡谷市本町四丁目にて（2009年5月）
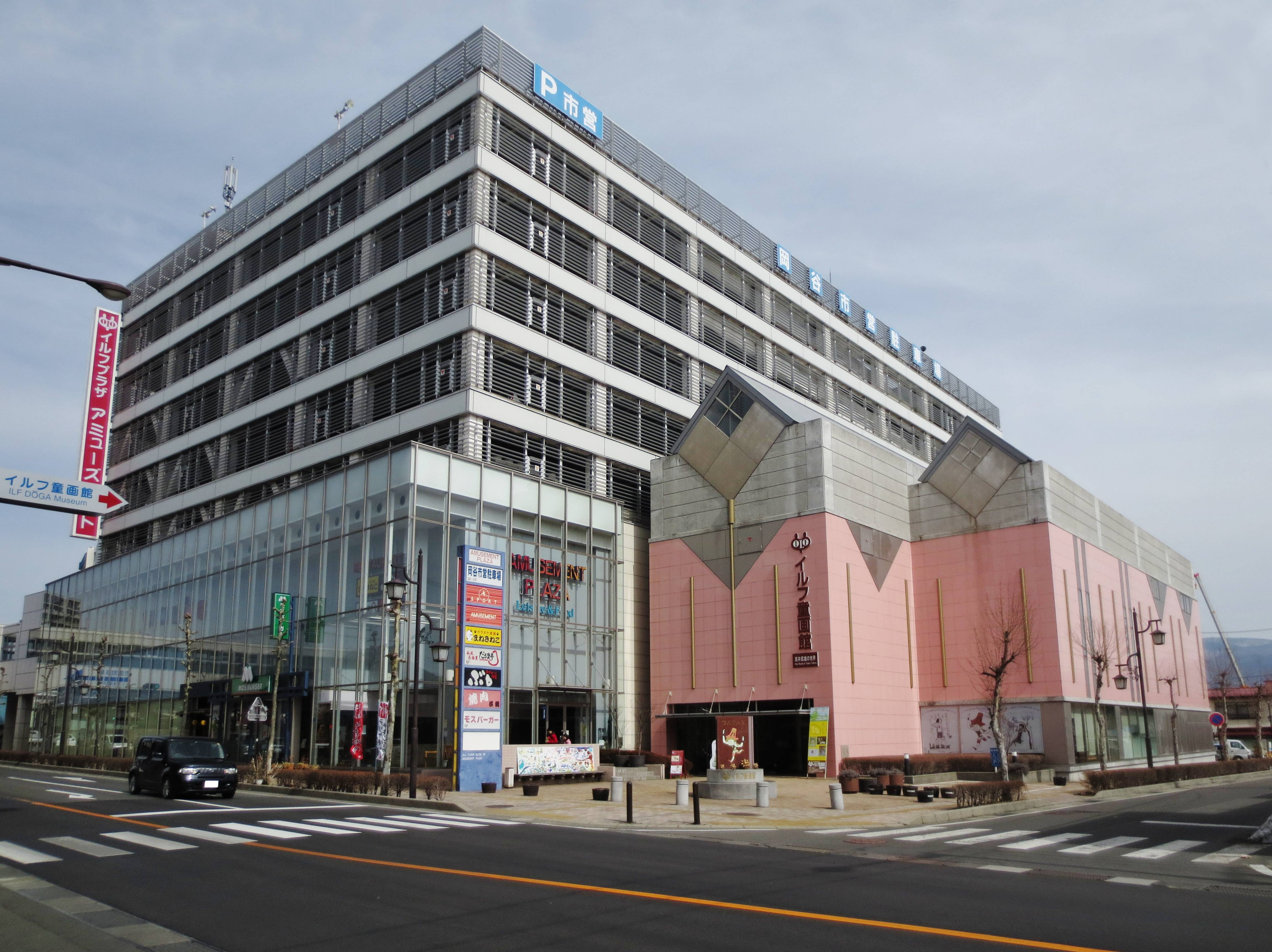
岡谷市中央町二丁目、イルフプラザアミューズメントおよびイルフ童画館前（2015年2月）
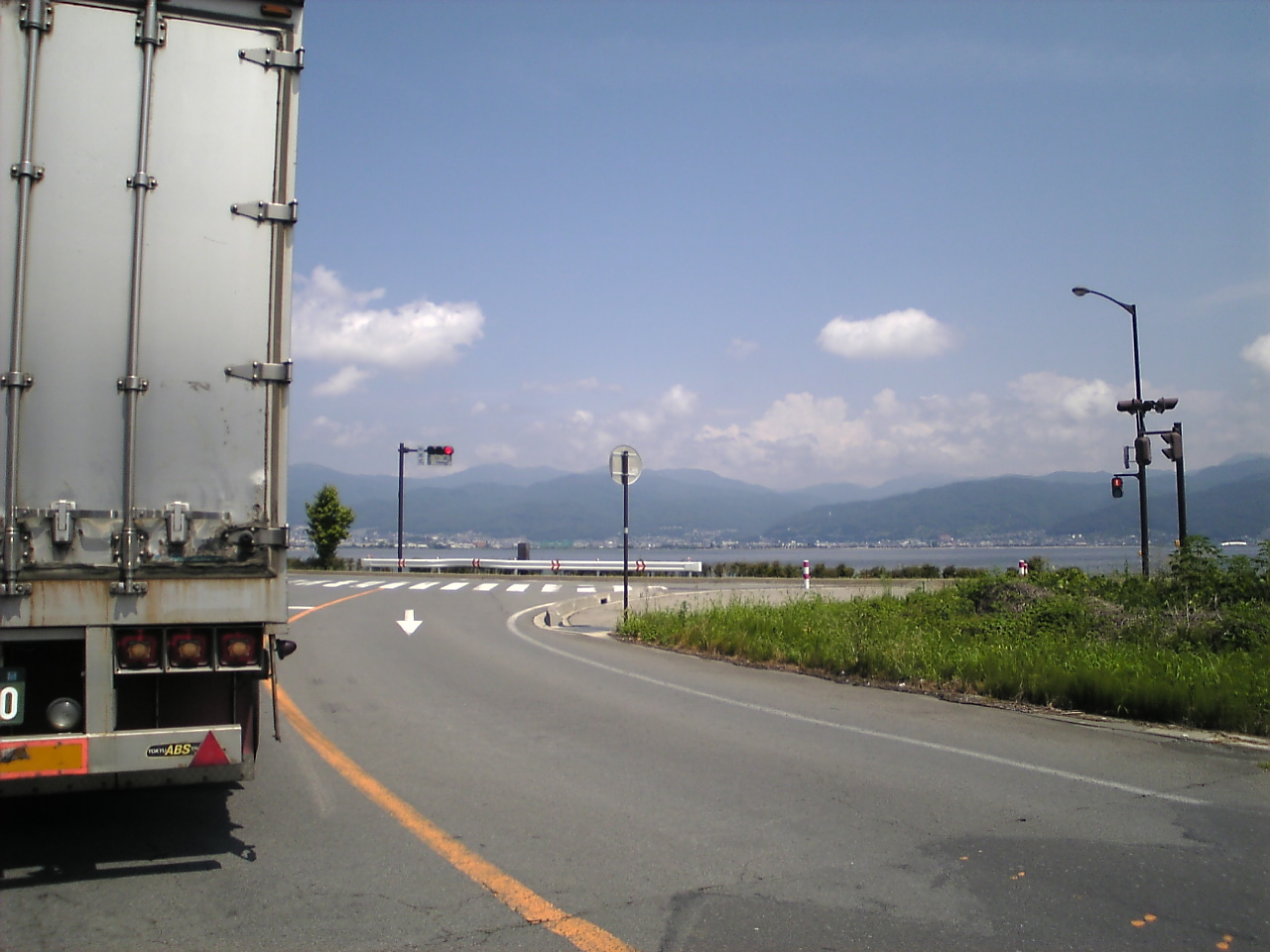
岡谷市湊五丁目、諏訪湖畔の小坂交差点（2008年8月）
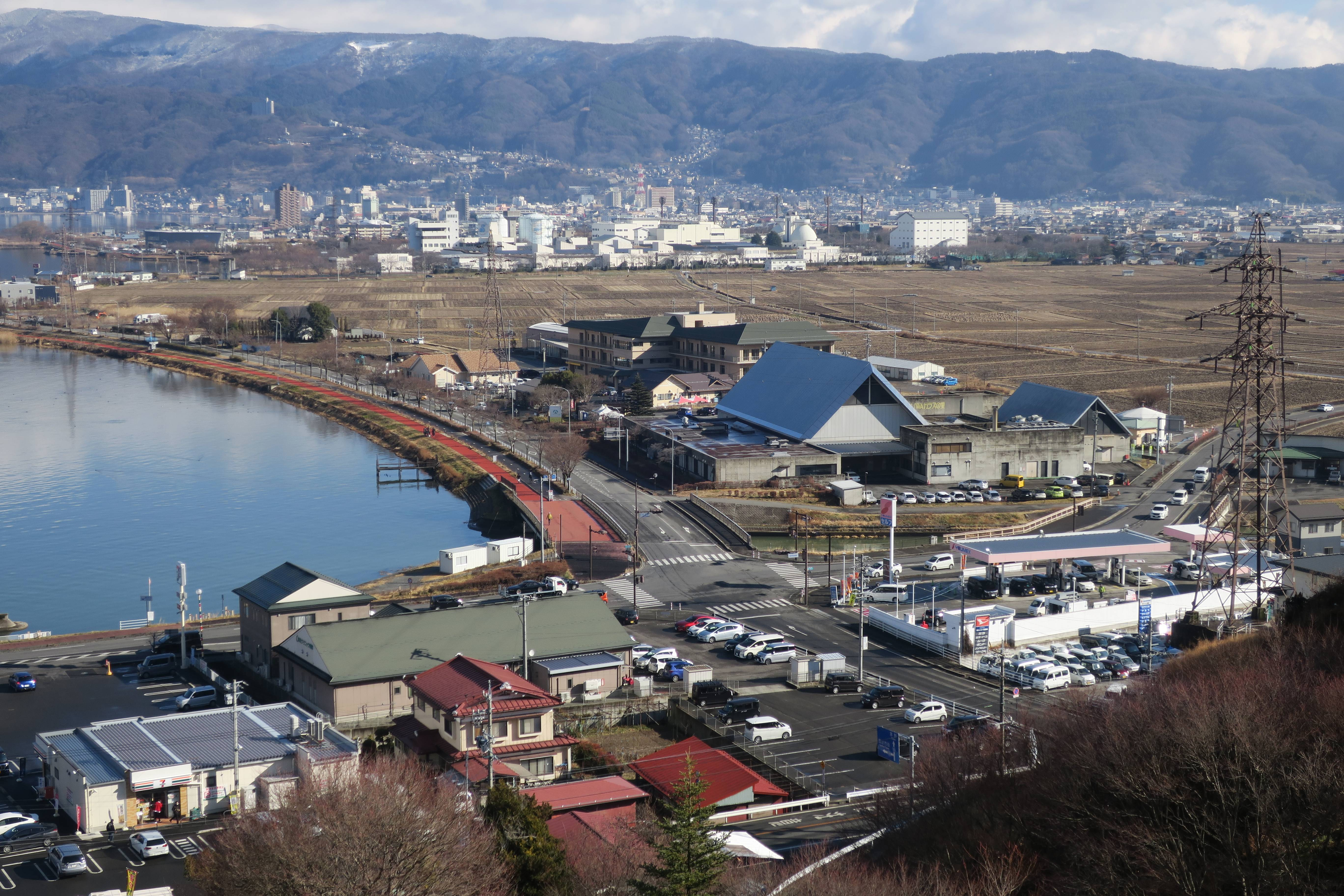
石舟渡交差点
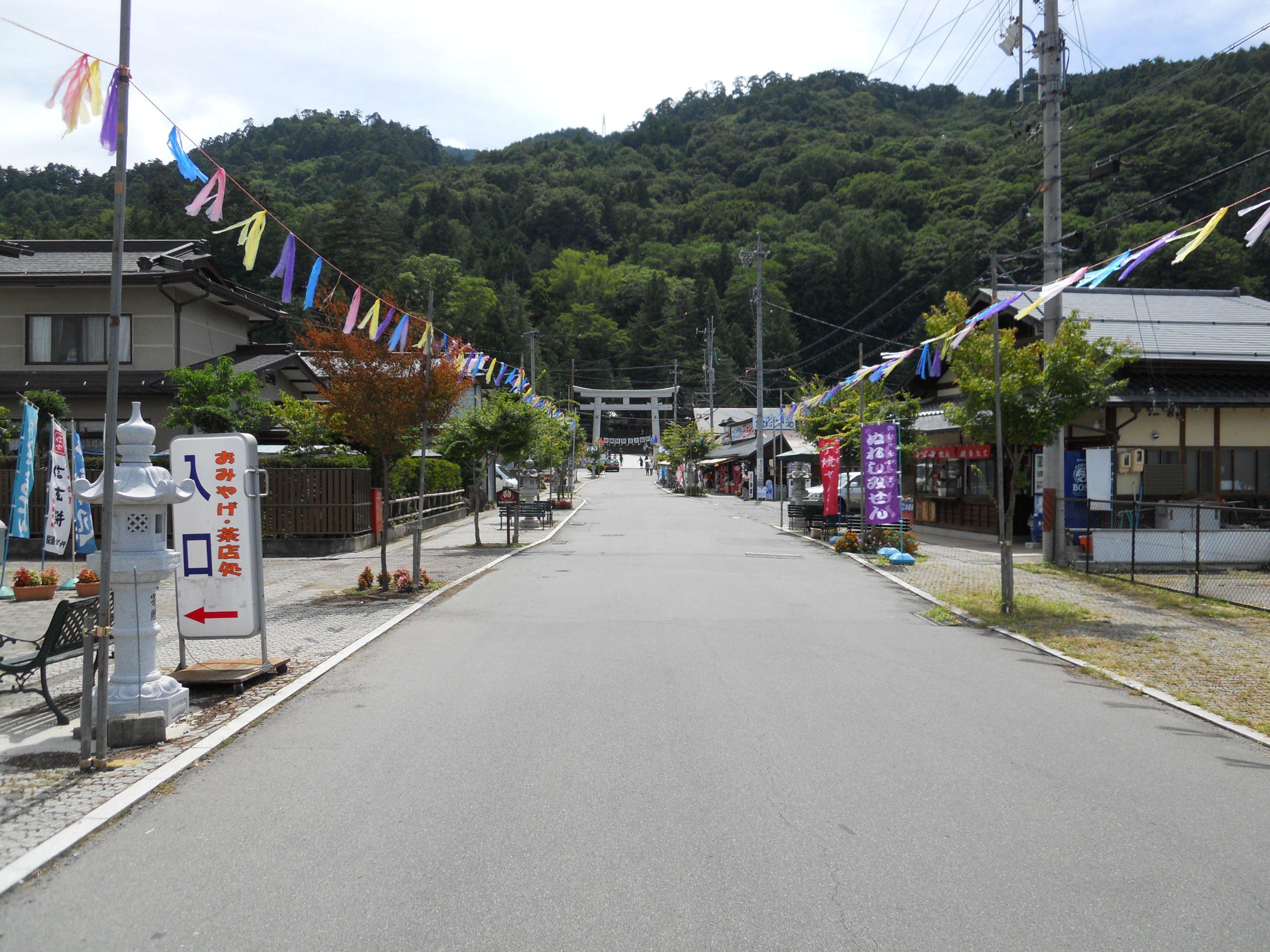
諏訪大社上社本宮参道
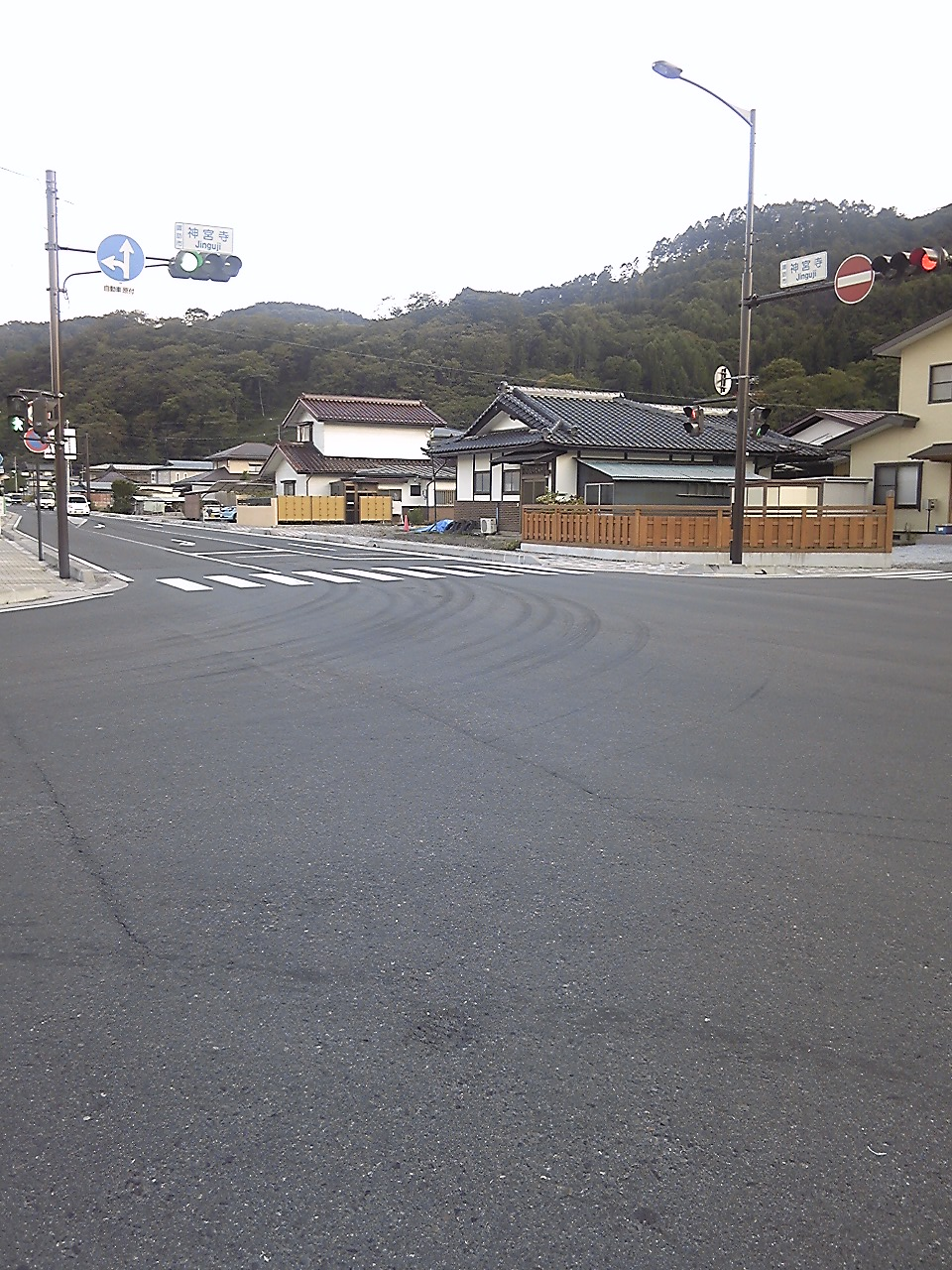
茅野方面からの形状が改良された諏訪市の神宮寺交差点（左奥方向が茅野方面、2011年9月）
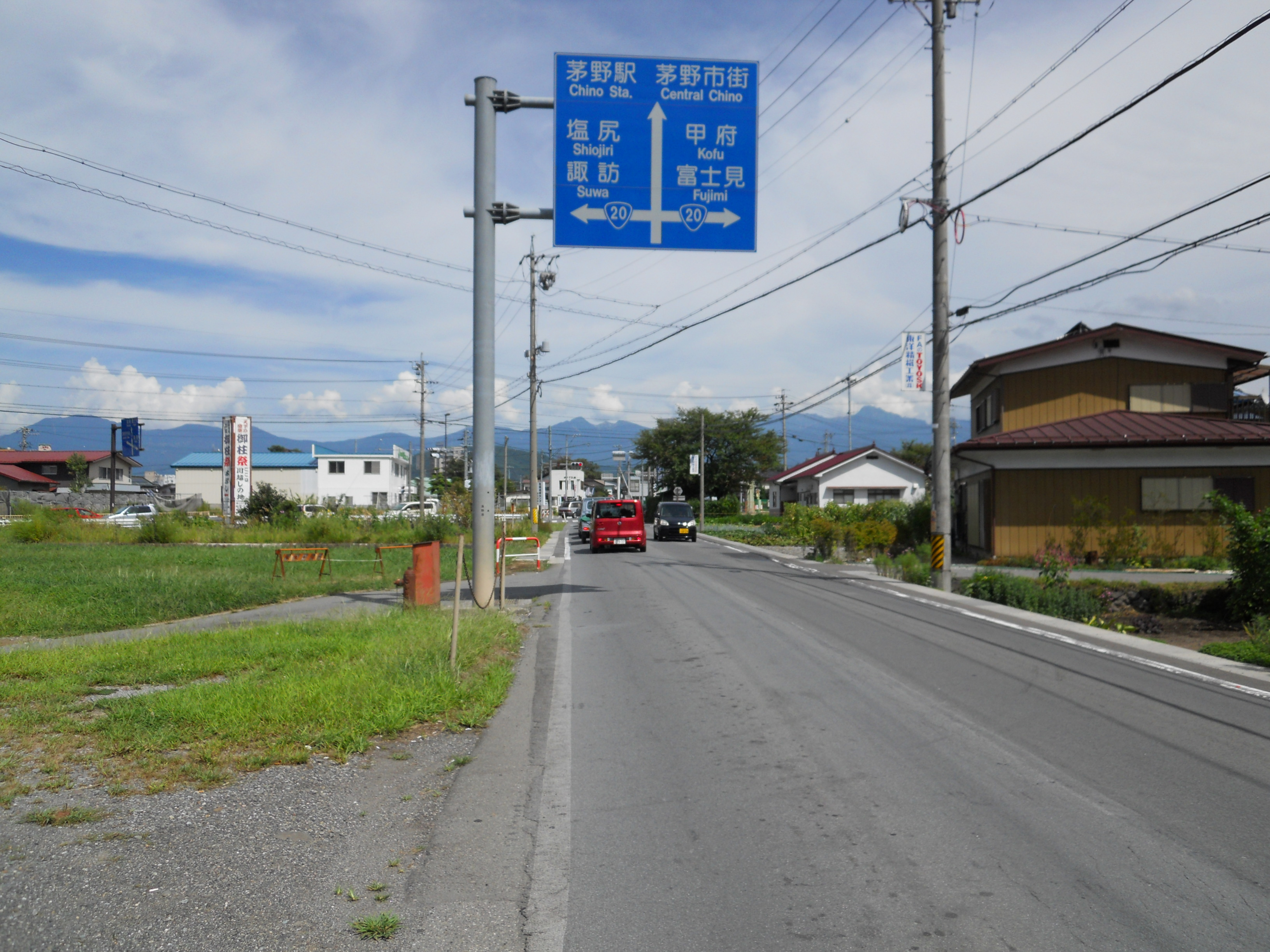
中河原交差点（終点）